# An Čung-gun
An Čung-gun (1879 – 26. března 1910) byl korejský nacionalista a panasiatista, dnes považovaný za korejského národního hrdinu. Známým se stal tím, že 26. října 1909 zastřelil v čínském městě Charbinu bývalého japonského premiéra a prvního japonského generálního rezidenta v Koreji Itó Hirobumiho.
Již v mladých letech se An Čung-gun zapojil do ozbrojených skupin, které bojovaly za nezávislost Koreje. V té době také konvertoval ke katolicismu, při křtu dostal jméno Tomáš.
V době po podepsání vnucené japonsko-korejské smlouvy z roku 1905 byla Korea již okupována Japonci. Z korejského pohledu hrozilo nebezpečí, že bude Japonskem anektována (v roce 1910 byla Korea skutečně prohlášena japonskou kolonií). Atentát na Hirobumiho spáchal An Čung-gun na nástupišti nádraží v Charbinu, kde v salonním vlaku probíhala rusko-japonská diplomatická jednání po skončení války mezi carským Ruskem a Japonským císařstvím o nadvládu nad Mandžuskem a Korejským poloostrovem. An Čung-gun zastřelil expremiéra třemi ranami z pistole FN M1900, kromě něho postřelil další tři Japonce. Po provedení atentátu vykřikl „Korea! Hurá!“ a rozvinul korejskou vlajku. Rusové ho pak zadrželi a později vydali Japoncům. An Čung-gun byl za svůj čin odsouzen k smrti a oběšen v Lü-šun-kchou, čínském přístavním městě dříve známém jako Port Arthur. Jeho hrob není znám.